# Inselhaus Kinder- und Jugendhilfe
Die Inselhaus Kinder- und Jugendhilfe ist eine deutsche gemeinnützige GmbH mit Sitz in Wolfratshausen. Sie ist ein anerkannter Träger der Jugendhilfe und bietet benachteiligten Kindern und Jugendlichen sowie deren Familien umfangreiche und bedarfsgerechte Unterstützung.

## Entstehung und Entwicklung
Die Inselhaus Kinder- und Jugendhilfe wurde 1981 von der Montessori-Pädagogin Dörte Sambraus (Ehefrau von Hans Hinrich Sambraus) ins Leben gerufen, die dafür ihr Erbe von über zwei Millionen DM einsetzte. Ab 1982 entstand das „Kinderheim Inselhaus“ in der Nähe von Eurasburg (Oberbayern). Hier leben zurzeit (Stand 2021) 18 Kinder und Jugendliche mit ihren Betreuenden in zwei Gruppen in familiärer Atmosphäre. Zusätzlich ist ein Inobhutnahme-Platz für Notfälle vorhanden. Es wird heilpädagogisches Reiten angeboten, und es ist ein Streichelzoo vorhanden.
1990 wurde das Projekt „Kaleidoskop“ begonnen, das eine flexible Betreuung für Jugendliche und junge Erwachsene ermöglicht. Im gleichen Jahr entstand der Freundeskreis Inselhaus, der als gemeinnütziger Verein die Arbeit des Kinderhauses unterstützt. 1992 wurde mit der „Da-Heim-Erziehung“ in Erziehungsstellen begonnen.
Nachdem 1996 Dörte Sambraus verstorben war, übernahm ihre Tochter, die Diplom-Psychologin Catherine Kemeny-Sambraus, die Aufgaben ihrer Mutter. Im gleichen Jahr wurde der Dörte-Sambraus-Preis von Alexander Brochier gestiftet. 1998 wurde eine heilpädagogische Tagesstätte eingerichtet. 2001 wurde die „Inselhaus Kinderfonds“-Stiftung gegründet, um die Arbeit für die betreuten Kinder und Jugendlichen finanziell zu unterstützen und weitere Hilfsprojekte zu ermöglichen.
2002 wurde eine Wohngruppe in Geretsried eingerichtet. 2004 kam das Projekt „Ambulante Erziehungshilfen mit Schulbegleitung“ hinzu. 2010 wurde die tiergestützte Pädagogik eingeführt.

## Publikationen (Auswahl)
- Rolf Merten, Barbara Vorsteher, Johannes Ritter: Inselhauspädagogik als Identitätserziehung: Ein tiefenpädagogischer Ansatz. Inselhaus-Verlag, 1991, ISBN 3-927051-03-9.
- Frank Matthias Staemmler, Rolf Merten: Angst als Ressource: Interdisziplinäre Aspekte. Junfermannsche Verlagsbuchhandlung, 2003, ISBN 3-87387-526-8.
- Frank Matthias Staemmler, Rolf Merten u. a.: Therapie der Aggression. EHP Verlag, 2008, ISBN 978-3-89797-044-1.